# Омега-функция Райта
Омега-функция Райта или функция Райта  (обозначается ω) — математическая функция, определяемая через W-функцию Ламберта как:
{\displaystyle \omega (z)=W_{{\big \lceil }{\frac {\mathrm {Im} (z)-\pi }{2\pi }}{\big \rceil }}(e^{z}).}

## Применение
Одним из основных применений этой функции является решение уравнения z = ln(z), поскольку единственным решением является z = е−ω(π i).
y = ω(z) — единственное решение при {\displaystyle z\neq x\pm i\pi }, х ≤ −1 уравнения y + ln(y) = z. За исключением этих двух лучей, омега-функция Райта является непрерывной, даже аналитической.

## Свойства
Омега-функция Райта удовлетворяет соотношению {\displaystyle W_{k}(z)=\omega (\ln(z)+2\pi ik)} ,
Она также удовлетворяет дифференциальному уравнению
{\displaystyle {\frac {d\omega }{dz}}={\frac {\omega }{1+\omega }}}
везде, где ω является аналитической (это можно увидеть, выполнив разделение переменных и восстановив уравнение {\displaystyle \ln(\omega )+\omega =z} ) и, как следствие, его интеграл может быть выражен как:
{\displaystyle \int w^{n}\,dz={\begin{cases}{\frac {\omega ^{n+1}-1}{n+1}}+{\frac {\omega ^{n}}{n}}&{\mbox{if }}n\neq -1,\\\ln(\omega )-{\frac {1}{\omega }}&{\mbox{if }}n=-1.\end{cases}}}
Его ряд Тейлора вокруг точки {\displaystyle a=\omega _{a}+\ln(\omega _{a})} принимает форму:
{\displaystyle \omega (z)=\sum _{n=0}^{+\infty }{\frac {q_{n}(\omega _{a})}{(1+\omega _{a})^{2n-1}}}{\frac {(z-a)^{n}}{n!}}}
где
{\displaystyle q_{n}(w)=\sum _{k=0}^{n-1}{\bigg \langle }\!\!{\bigg \langle }{\begin{matrix}n+1\\k\end{matrix}}{\bigg \rangle }\!\!{\bigg \rangle }(-1)^{k}w^{k+1}}
в котором
{\displaystyle {\bigg \langle }\!\!{\bigg \langle }{\begin{matrix}n\\k\end{matrix}}{\bigg \rangle }\!\!{\bigg \rangle }}
— эйлерово число второго порядка.

## Значения
{\displaystyle {\begin{array}{lll}\omega (0)&=W_{0}(1)&\approx 0.56714\\\omega (1)&=1&\\\omega (-1\pm i\pi )&=-1&\\\omega (-{\frac {1}{3}}+\ln \left({\frac {1}{3}}\right)+i\pi )&=-{\frac {1}{3}}&\\\omega (-{\frac {1}{3}}+\ln \left({\frac {1}{3}}\right)-i\pi )&=W_{-1}\left(-{\frac {1}{3}}e^{-{\frac {1}{3}}}\right)&\approx -2.237147028\\\end{array}}}

## Графики
- Plots of the Wright Omega function on the complex plane
- z = Re (ω ( x + i y ))
- z = Im (ω ( x + i y ))
- ω ( x + i y )